# BMW R 51/3
BMW R 51/3 – produkowany od 1951 do 1954 dwucylindrowy (bokser) motocykl firmy BMW. Był następcą modelu R 51/2. Wraz z równolegle pokazanym R 67 stanowił pierwszą większą modyfikację przedwojennego R 51 na którym opierał się jego poprzednik R 51/2.

## Historia
W lutym 1951 BMW pokazało na targach w Amsterdamie dwa modele z gruntownie przekonstruowanymi silnikami: R 51/3 w klasie 500cm³ i R 67 w klasie 600 cm³. W przeciwieństwie do pierwszego powojennego modelu R 51/2 z silnikiem o dwóch wałkach rozrządu napędzanych łańcuchem, zastosowano jeden, centralny wałek rozrządu napędzany kołem zębatym. Również wizualnie nowy silnik odróżniał się gładką, jednoczęściową pokrywą zaworów.
W podwoziu zastosowano sprawdzoną, wykorzystywaną od 1938 roku konstrukcję z widelcem teleskopowym z przodu i zawieszeniem suwakowym z tyłu. Wykorzystano również dotychczasowe hamulce bębnowe.
W pierwszych raportach prasowych uznano, że inżynierowie BMW wykonali dobrą robotę. Również w czasie Sześciodniówki w 1951 oba modele wykazały się w czasie prób sportowych.
Sprzedano 18240 sztuk w cenie 2750 DM.

## Konstrukcja
Dwucylindrowy górnozaworowy silnik z jednym wałkiem rozrządu napędzanym kołem zębatym, w układzie bokser o mocy 24 KM wbudowany wzdłużnie zasilany 2 gaźnikami  Bing 1/22/41-1/22/42 lub 1/22/61-1/22/62 o średnicy gardzieli 22mm. Suche sprzęgło jednotarczowe połączone z 4-biegową, nożnie sterowaną skrzynią biegów. Napęd koła tylnego wałem Kardana. Rama ze spawanych elektrycznie rur stalowych z suwakowym zawieszeniem tylnego koła z teleskopami. Przednie zawieszenie to widelec teleskopowy z tłumieniem olejowym. Z przodu i tyłu zastosowano hamulce bębnowe o średnicy 200mm.  Prędkość maksymalna 135 km/h.